# Эффект сотой обезьяны

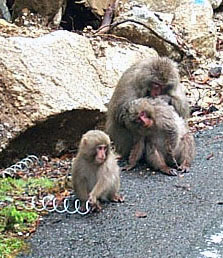
Японские макаки, участники эксперимента

Эффе́кт со́той обезья́ны — мнимый феномен, описывающий мгновенное распространение усвоенного поведения на всю популяцию при достижении критического числа индивидуумов, имеющих данный навык. Обобщённо он означает феноменально быстрое распространение идеи или способности по всему населению от группы, которая слышала о новой идее или обладает новой способностью. Описание этого явления, как предполагается, было сделано Лоуренсом Блэром (Lawrence Blair) и Лайаллом Уотсоном (Lyall Watson) в 1970-е годы. Они утверждали, что эффект наблюдался японскими учёными. Один из главных факторов, который способствовал распространению этой истории, был в том, что многие авторы цитировали вторичные источники или их перепечатки, в которых изначально присутствовали искажения первоначальных исследований.

## Популяризация истории
История об эффекте сотой обезьяны была опубликована в предисловии книги Лоуренса Блэра «Ритмы виденья» в 1975 году и распространилась с появлением книги Лайалла Уотсона (Lyall Watson) «Правила жизни» в 1979 году. В ней Уотсон повторяет историю Блэра, авторы описывают похожие сценарии. Они утверждают, что неизвестные учёные изучали макак на японском острове Якусима в 1952 году и заметили, что некоторые из обезьян научились мыть батат. Это новое поведение стало постепенно распространяться через молодое поколение обезьян в обычной форме, путём наблюдения и повторения. Далее, утверждает Уотсон, исследователи отметили, что, когда критическое число обезьян было достигнуто (так называемая «сотая обезьяна»), усвоенное поведение мгновенно распространилось на всю популяцию, а также на популяции соседних островов.
Эту историю в дальнейшем популяризировал Кен Киз-младший (Ken Keyes, Jr.), опубликовав свою книгу «Сотая обезьяна». В ней рассказывается о том, какие разрушительные последствия имела бы ядерная война для планеты, а историю эффекта сотой обезьяны приводит как вдохновляющую притчу, применяя её к человеческому обществу как возможность осуществления позитивных изменений в мире. С тех пор эта история стала широко признана как факт и даже появилась в книгах некоторых педагогов.

## Оригинальное исследование
В 1985 году Элейн Майерс изучила оригинальные публикации японских учёных из Японского центра по изучению обезьян, опубликованные в тт. 2, 5, и 6 журнала Primates, и обнаружила, что в экспериментальных данных нет оснований для смелых идей, высказанных Уотсоном и Кизом. Исследования японцев описывали медленное распространение практики мытья бататов среди младшего поколения обезьян через наблюдение и повторение. Исследователи отмечали, что старшие обезьяны оказались невосприимчивы к обучению и практика стала всеобщей по мере ухода из жизни старшего поколения. В статье Элейн Майерс особо отмечалось, что фактов, описанных в оригинальных публикациях, недостаточно, чтобы сделать вывод о мгновенном распространении умения на всю популяцию, в том числе соседние острова, по достижении некоего критического числа обученных.

## Опровержение эффекта
Анализ соответствующей литературы Роном Амандсоном, опубликованный Обществом скептиков, выявил ряд ключевых моментов, которые демистифицируют предполагаемый эффект.
Заявление о том, что внезапно и значительно увеличилось число обезьян, имеющих навык, было преувеличено. Навык стал распространяться среди младшего поколения обезьян, которые учились у взрослых; в то же время у взрослых обезьян, которые не знали, как мыть батат, не было такой тенденции. Со смертью старых обезьян и рождением новых доля обученных возросла. Промежутка времени между наблюдениями было достаточно для этого процесса.
Утверждения, что поведение вдруг внезапно распространилось на изолированные популяции обезьян, могут быть опровергнуты, учитывая тот факт, что по крайней мере одна обезьяна переплыла на остров к другой популяции и провела там около четырёх лет. Также сладкий картофель не был доступен для обезьян до вмешательства человека.